# Majlis Wahdat-e-Muslimeen
Le Majlis Wahdat-e-Muslimeen (MWM) (en ourdou : مجلس وحدت مسلمین ; littéralement « Assemblée de l'unité musulmane ») est un parti politique pakistanais religieux fondé en 2009. Représentant les chiites pakistanais, il dénonce les violences qui touchent cette minorité tout en prônant l'unité avec les sunnites.
Le parti a obtenu des scores très modestes lors des élections, remportant un élu à l'Assemblée provinciale du Baloutchistan en 2013 et un à l'Assemblée du Gilgit-Baltistan en 2020.

## Historique
Le Majlis Wahdat-e-Muslimeen est un parti politique fondé en 2009 à Islamabad par des membres du clergé chiite et d'anciens membres d'une organisation étudiante chiite, la Imamia Students Organisation. Il étend représenter les intérêts de la communauté chiite du Pakistan, qui constitue environ 15 % de la population, et dénonce les violences qui la visent tout en prônant l'unité entre sunnites et chiites. Il demande notamment l'application de la charia et promet l'éradication du terrorisme et de la corruption. Il s'oppose également à l'influence des États-Unis dans la région.
Lors des élections législatives de 2013, le parti présente 140 candidats pour l'Assemblée nationale et les assemblées provinciales. Il ne réunit que 41 520 voix au niveau national soit à peine 0,1 % de l'électorat ainsi que 37 444 pour l'Assemblée provinciale du Sind. Il remporte toutefois un député à l'Assemblée provinciale du Baloutchistan, dans la deuxième circonscription de Quetta, avec près de 26 % des voix grâce au soutien des chiites hazaras. 
Le parti n'obtient aucun élu lors des élections de 2018, le député de Quetta perdant le scrutin en arrivant seulement en quatrième position dans sa circonscription
Le parti remporte un député dans la deuxième circonscription de Skardu lors des élections de 2020 dans le Gilgit-Baltistan.
En janvier 2021, le parti a participé aux protestations consécutives à l'attaque de Machh qui visait la communauté chiite hazara.